# Campagna del Sinai e della Palestina
La campagna del Sinai e della Palestina del teatro di guerra del Medio Oriente della prima guerra mondiale fu una serie di battaglie che furono combattute nella penisola del Sinai, nella Palestina ed in Siria tra il 28 gennaio 1915 ed il 28 ottobre 1918. Le truppe dell'Impero britannico (inglesi, indiani, australiani e neozelandesi) si opposero alle forze ottomane, che erano appoggiate dai tedeschi e dall'esercito austro-ungarico.
Al termine della campagna l'intera armata ottomana della zona era stata distrutta.

## L'avanzata ottomana attraverso il canale di Suez

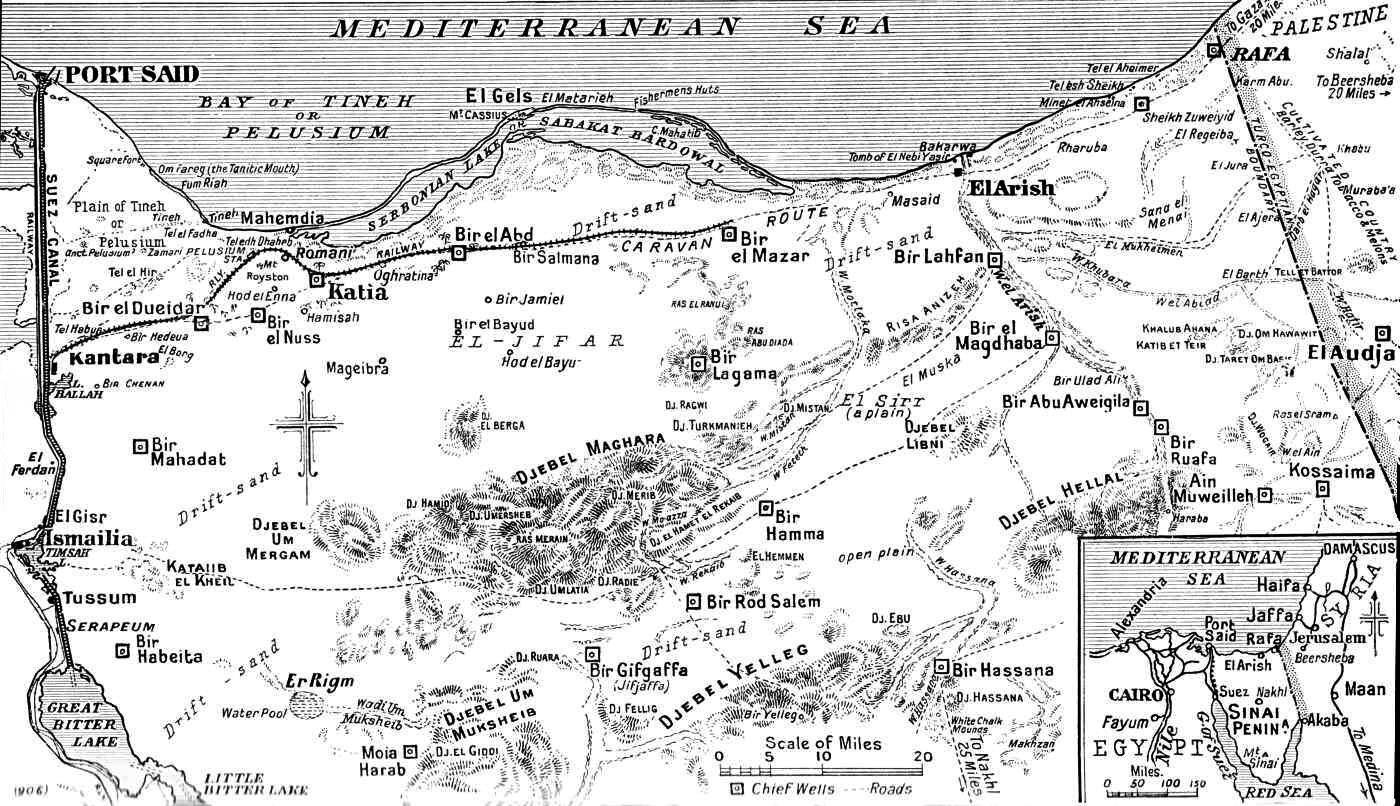
Il SInai settentrionale e centrale

L'Impero ottomano, sollecitato dall'alleato tedesco, decise di attaccare le forze britanniche ed egiziane in Egitto, chiudendo quindi il canale di Suez. La quarta armata ottomana, sotto il comando del ministro della Marina ottomano Jamal Pascià, era basata a Gerusalemme. A quel tempo, il Sinai era un deserto quasi vuoto, sprovvisto di strade e senza sorgenti d'acqua. Quindi, era molto difficile per un esercito attraversarlo. Il capo di stato maggiore della quarta armata era il colonnello bavarese Friedrich Freiherr Kress von Kressenstein, che organizzò l'attacco e riuscì ad assicurare i rifornimenti per l'esercito durante l'attraversamento del deserto.

### La prima offensiva di Suez
La forza di spedizione ottomana di Suez raggiunse il canale il 2 febbraio 1915. L'attacco fallì a causa della conoscenza della strategia ottomana da parte degli anglo-egiziani. Nei combattimenti, che durarono due giorni, i turchi furono sconfitti e persero circa 2 000 soldati. Le perdite alleate furono minime.
Essendo il canale di Suez un elemento estremamente importante per gli alleati, gli inglesi ne incrementarono la difesa trasportandovi li soldati già impegnati nella campagna di Gallipoli e costringendo l'armata coloniale egiziana, male addestrata ed equipaggiata, allo stesso scopo.

### La battaglia di Romani
Dopo questa offensiva, per oltre un anno non ci furono combattimenti di rilievo nella zona. Gli inglesi furono impegnati in combattimenti a Gallipoli ed in Mesopotamia, mentre i turchi affrontavano i russi sul Caucaso. Nel luglio 1916, tuttavia, gli ottomani avanzarono nuovamente in direzione del canale, lanciando all'attacco una divisione rinforzata. Questa volta, La battaglia contro le meglio equipaggiate forze alleate divampò presso la città di Romani, tra il 3 ed il 5 agosto 1916. Anche stavolta, i turchi furono sconfitti e costretti alla ritirata.
Dopo questa vittoria, le forze alleate tentarono di prevenire nuove iniziative turche contro Suez. Per questo motivo, i britannici si mossero contro la città di Bir el-Abd. Qui, il 9 agosto successivo, alleati ed ottomani si scontrarono: il risultato fu che le truppe del sultano abbandonarono El Arish, lasciando però un contingente di retroguardia a Bir el-Mazar.

## L'avanzata britannica attraverso il Sinai

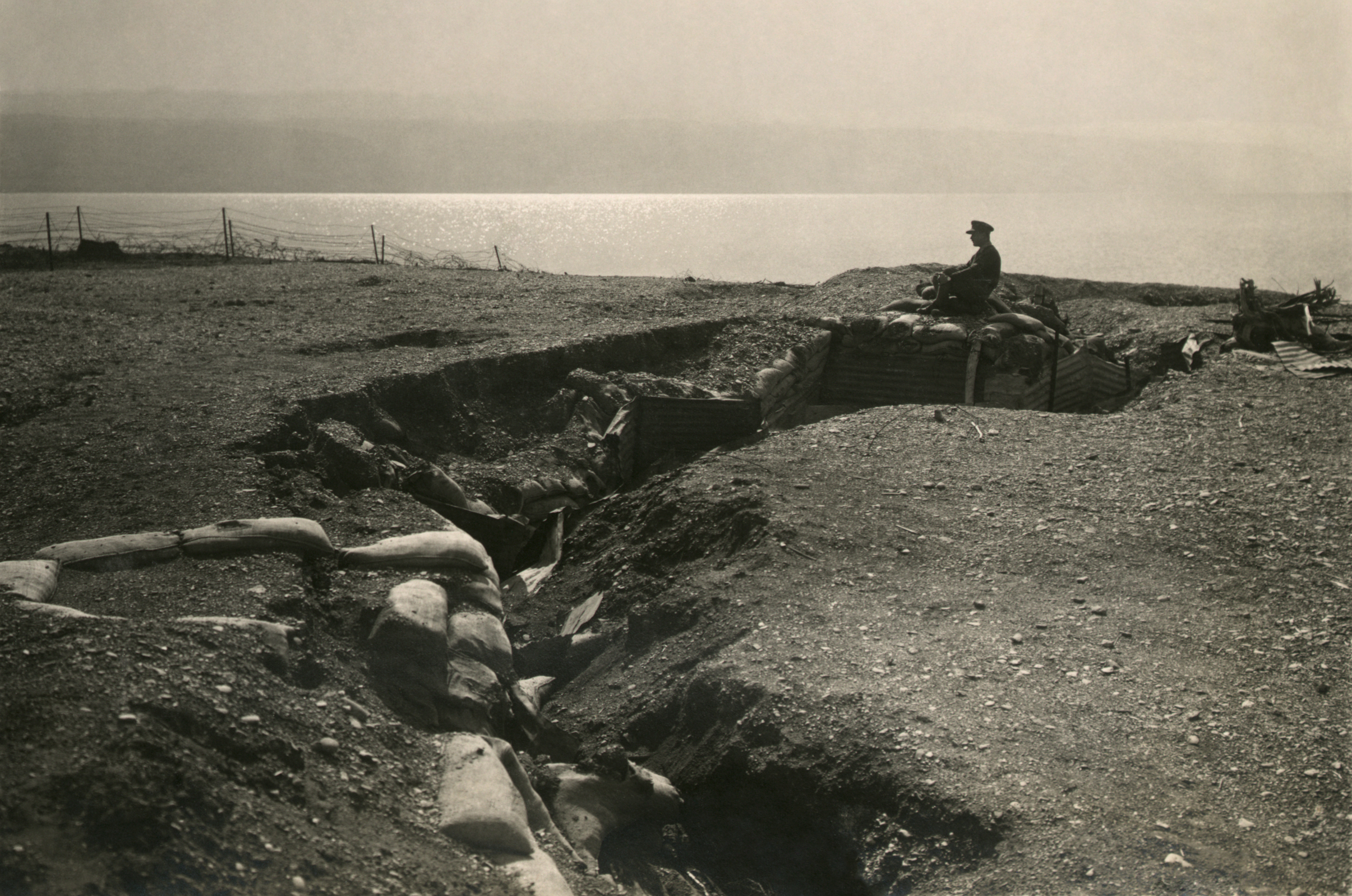
Trincee turche sul Mar Morto

Questo attacco convinse i britannici a portare le difese del canale più lontano, direttamente dentro il Sinai. Così, nel mese di ottobre, le truppe alleate al comando del tenente generale Sir Charles Dobell iniziarono le operazioni nel deserto e sul confine palestinese. Inizialmente, queste furono limitate alla costruzione di ferrovie ed acquedotti per il Sinai. Dopo alcuni mesi passati ad ammassare truppe e rifornimenti, gli inglesi passarono all'attacco. La prima battaglia fu la cattura della posizione fortificata di Magdhaba, il 23 dicembre 1916.
L'8 gennaio 1917, la divisione montata ANZAC attaccò la città fortificata di Rafah. L'attacco fu coronato da successo, e la maggior parte della guarnigione turca venne catturata. I britannici erano quindi riusciti a conseguire pienamente il loro obiettivo di proteggere il canale dagli attacchi turchi, ma il nuovo governo di David Lloyd George chiese la continuazione delle operazioni offensive.

## La campagna palestinese

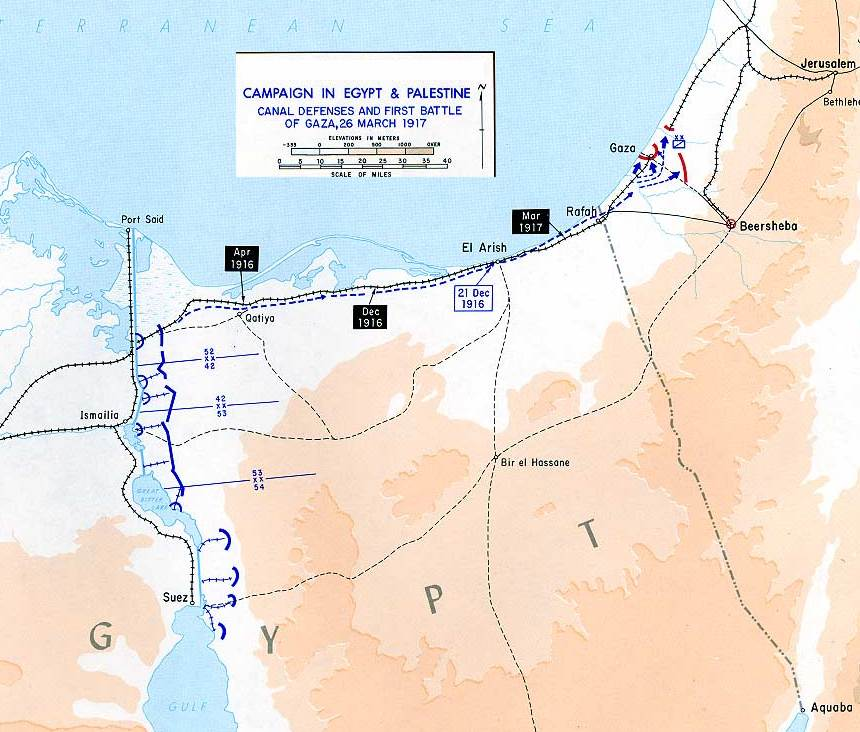
L'attacco su Gaza, 1917

L'armata britannica in Egitto ricevette l'ordine di proseguire l'offensiva contro l'Impero ottomano in Palestina. In parte si trattava di svolgere un'azione di supporto alla rivolta araba (iniziata nel 1916), ed in parte di cercare di conseguire dei risultati positivi dal punto di vista bellico, soprattutto dopo anni di inutili offensive sul fronte occidentale. Il comandante britannico in Egitto, sir Archibald Murray, richiese maggiori truppe e navi, ma la sua richiesta fu rifiutata.
Le forze ottomane erano attestate su una forte linea fortificata che andava dalla città di Gaza, sulla costa, fino alla località di Beersheba, che era al capolinea della ferrovia che si estendeva a nord di Damasco. Il comandante inglese sul campo Dobell scelse di attaccare Gaza il 26 marzo 1917, utilizzando un piccolo movimento aggirante.

### La prima battaglia di Gaza
L'attacco inglese si risolse in un fallimento: a causa di problemi di comunicazione alcune unità si ritirarono quando avrebbero in realtà dovuto tenere le posizioni conquistate, il risultato fu la mancata presa della fortezza.
Il governo di Londra, leggendo i rapporti, ritenne che in realtà sul campo fosse stata conseguita una vittoria, ed ordinò al generale Murray di muovere verso la conquista di Gerusalemme. Ma i britannici non erano nella condizione di attaccare la città, così come di tentare nuovamente di sfondare le linee ottomane. Questi ultimi, dal canto loro, fortificarono ulteriormente le loro posizioni sotto la guida di von Kressenstein.

### La seconda battaglia di Gaza
Un secondo attacco alla fortezza di Gaza fu lanciato un mese dopo, il 17 aprile. Questa volta l'attacco venne appoggiato dal fuoco dell'artiglieria navale, gas asfissianti ed un piccolo numero di carri armati. Tuttavia, anche questo si risolse in un fallimento: si trattò infatti di un semplice assalto frontale contro postazioni ben fortificate, ed il suo insuccesso fu dovuto più che altro alla mancanza di flessibilità, piuttosto che a reali difetti in sede di pianificazione. Il suo costo fu di 6 000 caduti solo da parte inglese, e costò la rimozione dal comando dei generali Dobell e Murray. Al loro posto fu insediato il generale Sir Edmund Allenby, che ricevette l'ordine tassativo di conquistare Gerusalemme entro Natale.
Dopo aver visto di persona le difese ottomane, il generale richiese rinforzi: tre ulteriori divisioni di fanteria, aerei ed artiglieria. La richiesta stavolta venne accolta e, nel mese di ottobre, gli inglesi furono nuovamente pronti per attaccare.
L'esercito ottomano aveva tre fronti attivi: Mesopotamia, Arabia e fronte di Gaza. Inoltre, era costretto a tenere truppe in difesa di Costantinopoli e nel settore (ormai calmo) del Caucaso. Le truppe a Gaza erano forti di appena 35 000 uomini, suddivisi nelle tre postazioni difensive di Gaza, Tel el-Sheria e Beersheba. Allenby poteva contare invece su 88 000 soldati ben equipaggiati.

### La battaglia del crinale di El Buggar

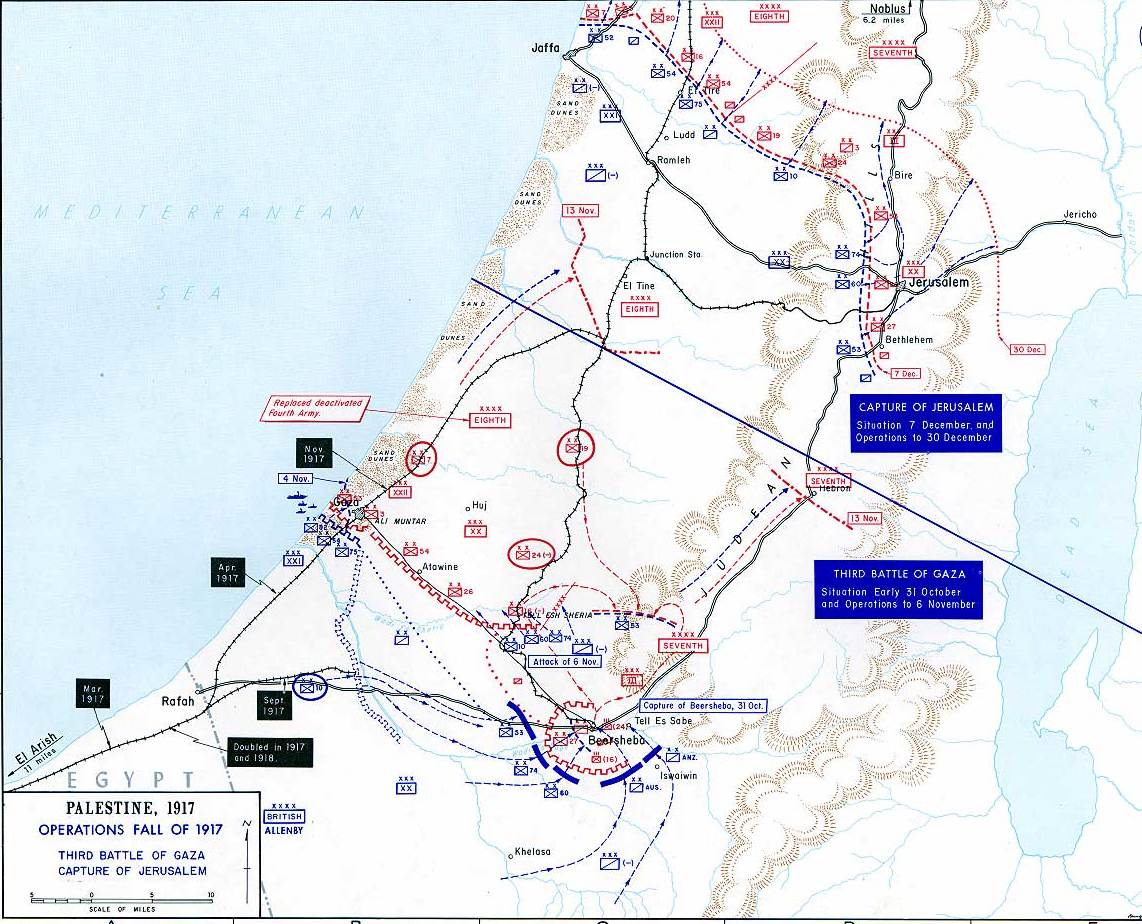
L'offensiva di Allenby, nel novembre-dicembre 1917

L'occupazione della località di Karm da parte degli Alleati, il 22 ottobre 1917, portò alla creazione di un nuovo punto di rifornimento per le truppe nelle immediate vicinanze. Per le forze ottomane, la costituzione di una stazione ferroviaria a Karm mise in pericolo le potenti posizioni difensive conosciute come la Ridotta di Hureira ed il Sistema di Rushdie.
Per prevenire questa minaccia, il generale Erich von Falkenhayn, comandante del Gruppo Yildirim, propose un attacco in due fasi. La prima fase prevedeva una ricognizione in forze da Beersheba il 27 ottobre, che sarebbe stata seguita da un vero e proprio attacco da parte dell'ottava armata da Hureira. Questa seconda fase, che non fu mai attuata, sarebbe dovuta scattare la mattina del 31 ottobre.
Il risultato dell'azione del 27 ottobre fu la battaglia del costone di El Buggar, che si concluse con la sconfitta turca.

### La battaglia di Beersheba
Una delle chiavi per la riuscita del piano britannico era far credere ai turchi (ed ai comandanti tedeschi) che Gaza sarebbe stata attaccata ancora una volta. La relativa campagna di disinformazione fu estremamente convincente. L'inganno fu completato dalla battaglia di el-Buggar, iniziata dagli stessi turchi. Quando gli Alleati lanciarono la loro offensiva su Beersheba, il 31 ottobre 1917, gli ottomani furono colti di sorpresa. Grazie ad un'azione ben pianificata ed eseguita, gli Alleati furono in grado di muovere, all'insaputa dei turchi, ben 40 000 uomini ed altrettanti cavalli attraverso un territorio desertico ed inospitale. La fase centrale della battaglia consistette in una delle ultime cariche di cavalleria riuscite in una guerra moderna, che fu condotta da due reggimenti dell'Australian Light Horse (4th e 12th) e portò alla cattura della città.
La sconfitta turca non si tradusse però in una rotta: infatti, questi riuscirono a ritirarsi sulle colline a nord della città e ad approntare delle postazioni difensive. Nei giorni seguenti, gli Alleati furono costretti a combattere una difficile e sanguinosa battaglia a Tel el-Khuweilife, nel nord-est di Beersheba.
Per riuscire a rompere le linee difensive turche, gli Alleati attaccarono le posizioni ottomane a Tel el-Sheria il 6 novembre, ed il giorno successivo ad Huj. A causa dell'imminente collasso della fortezza di Gaza, praticamente negli stessi giorni, i turchi furono costretti a ripiegare in fretta su una nuova linea di difesa.

### La terza battaglia di Gaza
Il 7 novembre, i britannici attaccarono Gaza per la terza volta. I turchi, temendo di rimanere tagliati fuori, si ritirarono davanti all'assalto alleato. Così, Gaza venne occupata.
I turchi, dopo la distruzione delle loro difese, si stavano ritirando in disordine, ed il generale Allenby ordinò alla sua armata di inseguire il nemico battuto. Un tentativo ottomano di approntare una difesa presso una località nota come Stazione Junction (Wadi Sarar) venne impedito da un attacco inglese, il 13 novembre. Quindi, il generale Falkenhayn cercò di costituire una nuova linea di difesa sulla direttrice Betlemme-Gerusalemme-Jaffa. Il primo attacco britannico a Gerusalemme si risolse in un fallimento ma, dopo aver fatto riposare le truppe ed aver ricevuto altre divisioni di fanteria di rinforzo, Allenby tentò nuovamente. Stavolta l'attacco ebbe successo, e la Città Santa cadde il 9 dicembre 1917: si trattò del maggior evento politico del governo di David Lloyd George, e di uno dei pochi veri successi dopo tre anni di sanguinose battaglie. Nel Regno Unito, la conquista venne celebrata come la conclusione delle crociate da vari giornali e in commemorazioni pubbliche. Fenomeni analoghi si ebbero anche in Italia, seppur in maniera più contenuta, su iniziativa dell'interventismo.

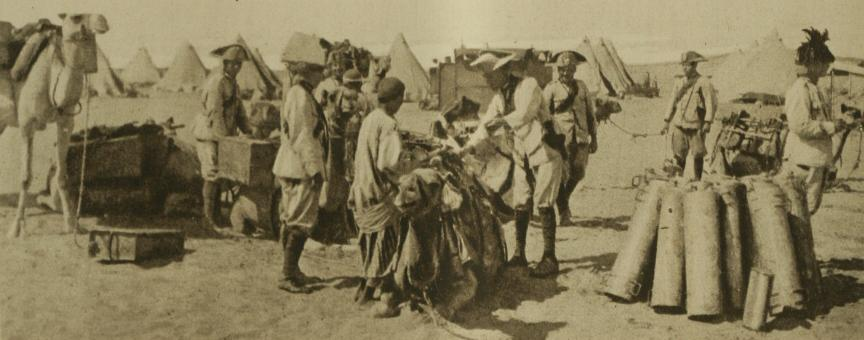
Carabinieri italiani in Palestina nel gennaio 1918

Dal lato turco, la perdita di Gerusalemme provocò l'uscita di scena di Jamal Pascià, che tornò ad Istanbul. In realtà, Jamal aveva delegato da oltre un anno il reale comando dell'esercito ai tedeschi Kressenstein e Falkenhayn. Tuttavia, dopo la sconfitta, lasciò anche il comando nominale. Nel marzo 1918, venne sostituito anche Falkenhayn.

## L'ultimo anno: Palestina e Siria

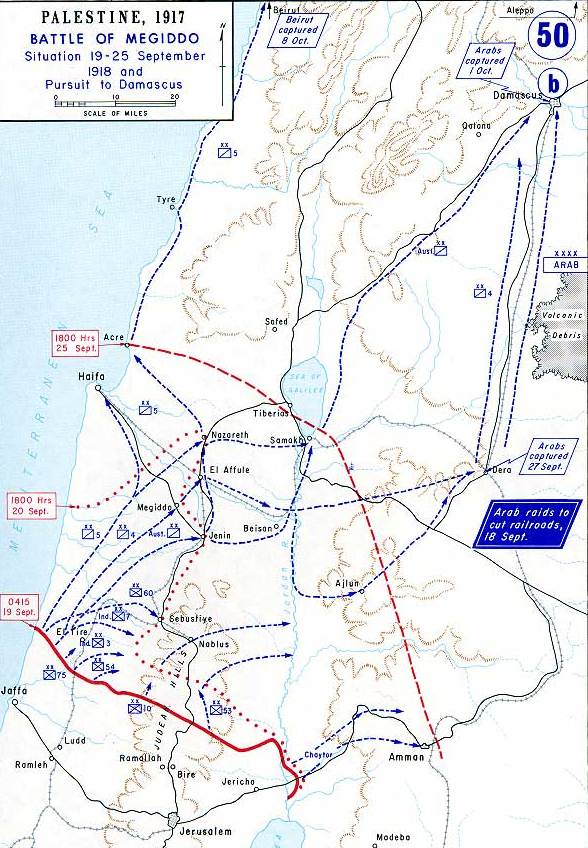
L'offensiva finale di Allenby, nel settembre 1918

Il governo britannico aveva la speranza che l'Impero ottomano sarebbe stato sconfitto in breve tempo nello stesso 1917, come conseguenza del vittorioso andamento delle campagne in Palestina e Mesopotamia. Tuttavia, l'offensiva estiva tedesca sul fronte occidentale, in Francia, costrinse a rimandare l'azione contro la Siria di ben nove mesi. L'armata del generale Allenby venne largamente rischierata in territorio francese, e molte delle sue divisioni furono ricostituite con unità recentemente reclutate in India. La sua forza, quindi, trascorse gran parte dell'estate 1918 ad addestrarsi e riorganizzarsi.
Visto che i britannici avevano ormai il completo controllo dell'aria grazie ad aerei da caccia di nuovo tipo, i turchi, così come il loro nuovo comandante generale Otto Liman von Sanders, non avevano una chiara idea delle intenzioni del nemico. Ad aumentare i problemi, i turchi, sotto la direzione del loro ministro della guerra Enver Pascià, ritirarono le loro truppe migliori durante l'estate per la creazione dell’Armata ottomana dell'Islam, lasciando al loro posto truppe di bassa qualità e demotivate. In questo periodo, inoltre, gli ottomani furono distratti anche dalle incursioni contro le loro zone desertiche, ad est, portate dagli arabi comandati dall'emiro Faysal e coordinate da Thomas Edward Lawrence ed altri ufficiali inglesi. Mentre più a nord la Legione Ebraica combatteva nella zona di Gaza. Questa situazione costringeva quindi l'Impero ottomano a mantenere continuamente migliaia di soldati chiusi nelle fortezze in Palestina, Giordania e Siria.

### La battaglia di Megiddo
Il generale Allenby alla fine lanciò il suo attacco il 19 settembre 1918. Tale campagna ha preso il nome di battaglia di Megiddo. Nuovamente, i britannici fecero di tutto per ingannare gli ottomani riguardo alle loro reali intenzioni. Anche in questa occasione, i loro sforzi in questo senso furono coronati da successo, e gli ottomani furono completamente colti di sorpresa. Gli ottomani, quindi, iniziarono una ritirata generale, ma le loro colonne in ritirata furono bombardate senza sosta da aerei da bombardamento britannici: in pratica, in una settimana, la Settima Armata ottomana in Palestina aveva cessato di esistere come forza combattente.
L'ultimo obiettivo raggiunto dalle armate di Allenby e Faysal fu la presa di Damasco. Verso la città marciarono due colonne separate: la prima, dalla Galilea composta principalmente da cavalleria indiana ed australiana, e la seconda, viaggiando lungo la ferrovia del Hijaz, formata da cavalleria indiana e dagli irregolari arabi al seguito di T.E. Lawrence. Gli australiani marciarono verso Damasco senza incontrare resistenza, e raggiunsero la città il 1º ottobre 1918. I 12 000 ottomani acquartierati presso le caserme di Barmake non si opposero. Il maggiore Olden, del 10º cavalleggeri australiano, ricevette la resa ufficiale della città alle 7:00 di mattina, ed il giorno dopo T.E. Lawrence, con i suoi irregolari arabi, fece ingresso nella città.
La guerra in Palestina si era così conclusa, ma in Siria durò ancora un mese. Infatti, il governo ottomano era disposto a sacrificare le province non turche, e non intendeva arrendersi: mentre la battaglia infuriava sul fronte meridionale, il governo di Istanbul inviò una forza di spedizione in Russia con lo scopo di arruolare gli ottomani di quella parte dell'impero. Fu solo dopo la capitolazione della Bulgaria, che mise l'Impero ottomano in una posizione di estrema vulnerabilità, che il governo ottomano si convinse a cedere: il 30 ottobre firmò l'Armistizio di Mudros, che concluse di fatto la guerra in Vicino Oriente. In questo modo, si concludevano circa 600 anni di dominio ottomano nella zona.

## Conseguenze
Complessivamente, la campagna di Palestina e Siria (inclusa la parte egiziana) era durata quattro anni. I britannici persero complessivamente 55 000 uomini, il 90% dei quali per malattie o altre cause. Le perdite ottomane non sono conosciute ma certamente elevate, visto che l'intera armata nella zona fu distrutta.
Le conseguenze storiche della campagna sono state enormi: dopo la conquista, Palestina e Transgiordania divennero un mandato britannico, permettendo poi la nascita di Giordania, Israele, Libano e Siria.

## Cultura di massa
Questa campagna divenne il soggetto per diversi film: il più famoso è probabilmente  Lawrence d'Arabia, del 1962, che tratta in particolare le vicende di T.E. Lawrence e della rivolta araba; altri film su questo argomento sono Forty Thousand Horsemen, un'opera di propaganda del 1941, e The Lighthorsemen - Attacco nel deserto, del 1987, che racconta la storia delle forze dell'ANZAC per la conquista di Beersheba.